# Hans Kaufmann (Archivar)
Hans Oskar Kaufmann (* 13. Juli 1928 in Solothurn; † 5. März 2014 in Langendorf SO) war ein Schweizer Archivar.
Kaufmann promovierte 1963 an der Universität Zürich mit einer Arbeit über das Problem der naturräumlichen Gliederung. Seit 1964 war er Abteilungsleiter an der Hauptbibliothek der ETH Zürich. Von 1971 bis 1991 war Kaufmann, Stadtarchivar und Stadtbibliothekar in Grenchen. 1991 wurde ihm der Chappeli-Tüfel verliehen, eine Auszeichnung für herausragende Persönlichkeiten der Stadt Grenchen. Im Jahr 2000 wurde er zum Ehrenmitglied des Historischen Vereins des Kantons Solothurn ernannt. 2004 erhielt Hans Kaufmann den Literaturpreis der Regiobank Solothurn sowie 2007 den Kulturpreis der Stadt Grenchen. Er starb am 5. März 2014 in seinem Elternhaus in Langendorf.

## Veröffentlichungen (Auswahl)
- 1963: Zum Problem der naturräumlichen Gliederung. Dissertation (Juris-Verlag, Zürich)
- 1974: Grenchen (Vogt-Schild, Solothurn)
- 1976: Die gläsernen Ameisen (erst im Selbstverlag des Autors, Grenchen, und 1986 in der Edition Toni Brechbühl/Literarische Gesellschaft Grenchen)
- 1991: Kaloskopi (Selbstverlag des Autors, Grenchen)
- 1995: Semper curiosus. Hans Kaufmanns kleinere Schriften zu Grenchen und Umgebung unter Mitwirkung des Autors hrsg. von Rolf Max Kully, Literarische Gesellschaft, Grenchen
- 1996: Das Buch vom Mohrenkopf. Mit Illustrationen (Selbstverlag des Autors, Langendorf)
- 1996: Venedig (Tipografia Artigianelli, Venedig)
- 1998: Der Uduz. Kinderbilderbüchlein (Selbstverlag des Autors)
- 2006: Suchen und finden. Platin, 105-Zechinen, Verlorene Bücher, Tacitus und Linear B (Selbstverlag, Langendorf)